# خسرو هاروتیونیان
خسرو ملیکی هاروتیونیان (Խոսրով Մելիքի Հարությունյան؛ زادهٔ ۳۰ مهٔ ۱۹۴۸) یک سیاست‌مدار اهل ارمنستان است. وی از ۳۰ ژوئیه ۱۹۹۲ تا ۲ فوریه ۱۹۹۳ نخست وزیر ارمنستان بود. هاروتیونیان نماینده دوره‌های اول، پنجم و ششم مجلس ملی جمهوری ارمنستان بوده‌است.